# Rhea Mitchell
Rhea Mitchell (10 de dezembro de 1890 - 16 de outubro de 1957) foi uma atriz de cinema estadunidense que iniciou sua carreira na era do cinema mudo, e atuou em 110 filmes entre 1912 e 1952. Ela recebeu o apelido de "the little stunt girl" por causa de sua vontade de tentar cenas emocionantes nos filmes em que atuava.

## Biografia
Rhea Mitchell nasceu em Portland, Oregon, filha única de Willis e Lillie Mitchell, e começou sua carreira em 1909, atuando no Baker Theater Stock Company na sua cidade natal, Portland, no Oregon. Em seguida, fez uma temporada no Orpheum Circuit e no Alcazar Theater, em San Francisco.

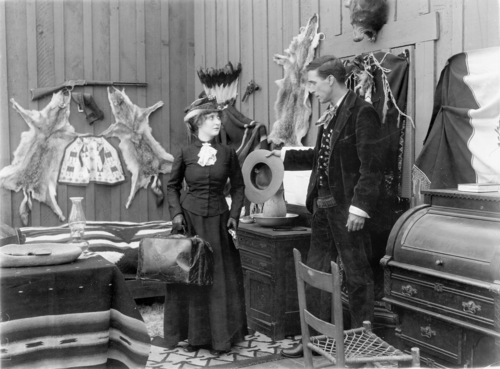
Cena do filme Mr. Silent Haskins (1915)

Em 1913, mudou-se para Los Angeles, e fez sua estreia no cinema em 1912, pela New York Motion Picture Corporation, no Western curta-metragem The Hidden Trail, em que não foi, porém, creditada. Em 1915, atuou no seriado The Diamond from the Sky e, em 1916, na continuação, The Sequel to the Diamond From the Sky, que já não fez o mesmo sucesso, e teve apenas 4 capítulos.
Atuou em mais de 100 filmes em sua carreira, principalmente em Westerns, ao lado de atores como William S. Hart. Em 1916 atuou em The Brink, com Winant e Arthur Maude.
Após 1917, seus papéis começaram a diminuir, e após os anos 1930, fez apenas pequenos papéis secundários não-creditados, até os anos 1950. Seu último filme foi The Member of the Wedding, em 1952, num pequeno papel não-creditado.

## Morte

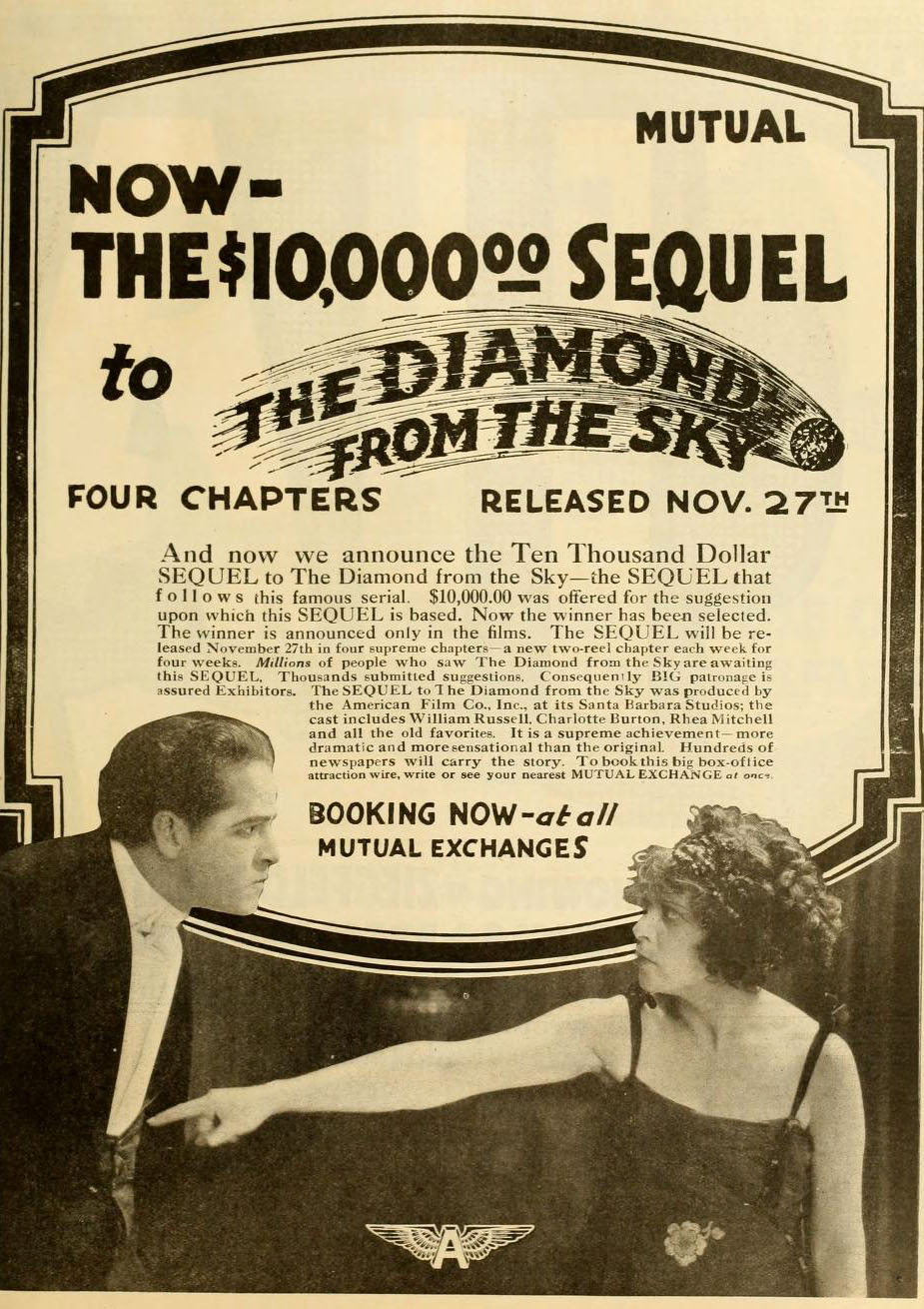
Cartaz do seriado The Sequel to the Diamond From the Sky (1916), com Rhea Mitchell e William Russell

Após se retirar do cinema, passou a gerenciar apartamentos em Los Angeles. Em 1957, aos 66 anos, enquanto gerenciava o La Brea District Apartments, um empregado descontente chamado Sonnie Hartford, Jr. estrangulou-a com o cordão do seu roupão de seda azul. Um artigo no Press-Telegram relatou: 
"A search still was being made by police for a 'baldish, middleaged man' who reportedly kept company recently with the never-married Miss Mitchell. Seattle police were asked to question Miss Mitchell's only known relative, an aunt, Mrs. John Benson. Police said there was no sign of a struggle or criminal attack. Her body was discovered by the houseboy. The actress, known as Ginger to her friends, had played opposite such silent film stars as William S. Hart, Tom Mix, King Baggot and Bert Lytell.... She had appeared in film bit roles as recently as 1951".
Rhea jamais casou ou teve filhos, e na ocasião de sua morte, parecia ter apenas uma tia, Mrs. John Benson, e foi sepultada no Hollywood Forever Cemetery, em Los Angeles.

## Filmografia parcial
| Ano  | Título                                 | Papel                             | Notas                                      |
| ---- | -------------------------------------- | --------------------------------- | ------------------------------------------ |
| 1912 | The Hidden Trail                       |                                   |                                            |
| 1912 | His Squaw                              |                                   |                                            |
| 1913 | An Indian's Gratitude                  |                                   |                                            |
| 1913 | An Indian's Honor                      |                                   |                                            |
| 1914 | The Fires of Ambition                  | Mrs. Patton                       |                                            |
| 1914 | In the Southern Hills                  | Nan Hopkins                       |                                            |
| 1915 | The Scourge of the Desert              | Ellen Holt                        | Título alternativo: Reformed Outlaw        |
| 1915 | On the Night Stage                     | Belle Shields                     |                                            |
| 1915 | The Diamond from the Sky               |                                   | Seriado                                    |
| 1915 | Tools of Providence                    | Daisy Austin                      |                                            |
| 1915 | Don Quixote                            | Lucinda                           |                                            |
| 1916 | The Three Musketeers                   | Constance Bonacieux               |                                            |
| 1916 | The Sable Curse                        | Mary                              | Título alternativo: The Sable Blessing     |
| 1916 | The Sequel to the Diamond From the Sky | Esther Stanley                    | Seriado                                    |
| 1916 | The Three Musketeers                   | Constance Bonacieux               |                                            |
| 1917 | The Gilded Youth                       | Mary                              |                                            |
| 1917 | Whither Thou Goest                     | Maizie                            |                                            |
| 1918 | Honor's Cross                          | Jane Cabot                        |                                            |
| 1918 | The Goat                               | Bijou Lamour                      |                                            |
| 1919 | The Money Corral                       | Janet Collins                     |                                            |
| 1919 | The Hawk's Trail                       | Jean Drake                        | Seriado                                    |
| 1920 | The Devil's Claim                      | Virginia Crosby                   |                                            |
| 1920 | The Scoffer                            | Alice Porn                        |                                            |
| 1921 | A Ridin' Romeo                         | Mabel Brentwood                   |                                            |
| 1921 | The Innocent Cheat                     | Peggy Adair                       |                                            |
| 1923 | The Greatest Menace                    | Mary Lewis                        |                                            |
| 1924 | The Other Kind of Love                 | The Chorus Girl                   |                                            |
| 1926 | Modern Youth                           |                                   |                                            |
| 1927 | The Home Trail                         |                                   |                                            |
| 1928 | Danger Patrol                          | Gladys Lawlor                     |                                            |
| 1933 | The Big Bluff                          |                                   |                                            |
| 1934 | Behold My Wife                         | Repórter                          | Não-creditada                              |
| 1934 | One Hour Late                          | Mãe no teatro                     | Não-creditada                              |
| 1936 | San Francisco                          |                                   | Não-creditada                              |
| 1936 | Mysterious Crossing                    | Secretária                        | Não-creditada                              |
| 1938 | The Ship That Died                     |                                   |                                            |
| 1940 | I Take This Woman                      | Secretária do Decker              | Não-creditada                              |
| 1943 | Harrigan's Kid                         | Mulher na pista de corrida        | Não-creditada                              |
| 1943 | The Cross of Lorraine                  | Mãe                               | Não-creditada                              |
| 1944 | Marriage Is a Private Affair           | Enfermeira                        | Não-creditada                              |
| 1944 | Mrs. Parkington                        | Mrs. Humphrey                     | Não-creditada                              |
| 1945 | The Hidden Eye                         | Pedestre                          | Não-creditada                              |
| 1946 | The Hoodlum Saint                      | Repórter                          | Não-creditada                              |
| 1947 | The Mighty McGurk                      | Mulhjer na sociedade das crianças | Não-creditada                              |
| 1947 | Green Dolphin Street                   | Emily                             | Não-creditada                              |
| 1948 | The Bride Goes Wild                    | Comentarista do casamento         | Não-creditada                              |
| 1948 | State of the Union                     | Jeny                              | Título alternativo: The World and His Wife |
| 1949 | In the Good Old Summertime             | Mulher na janela                  | Não-creditada                              |
| 1950 | Stars In My Crown                      | Mrs. Backett                      | Não-creditada                              |
| 1950 | The Next Voice You Hear...             | Mulher na igraja                  | Não-creditada                              |
| 1951 | The Unknown Man                        | Arrumadeira                       | Não-creditada                              |
| 1951 | It's a Big Country                     | Professora                        | Não-creditada                              |
| 1952 | My Man and I                           | Enfermeira                        | Não-creditada                              |
| 1952 | The Member of the Wedding              | Mulher na cidade                  | Não-creditada                              |